# 0〜ZERO〜
「0〜ZERO〜」（ゼロ）は、三代目 J Soul Brothersの通算7枚目のシングルである。2012年8月8日にrhythm zoneから発売された。

## 概要
- ジャケットが4種類のため、2形態・計8種での発売。初回限定盤には、初の単独アリーナツアーで展開される4つの世界観で撮りおろされたソロ写真で構成された16Pブックレットを封入[3]。
- DVDには、リード曲「花火」のミュージック・ビデオを収録。初回限定盤にのみ、映像特典として自身初の単独アリーナツアー『三代目J Soul Brothers LIVE TOUR 2012 0〜ZERO〜』の告知映像を収録。
- ジャケット写真およびブックレット、リード曲の「花火」のミュージック・ビデオは蜷川実花によるプロデュース[3]。MTV Video Music Awards Japan 2013の最優秀グループビデオ賞を受賞。
- 「花火」で『第63回NHK紅白歌合戦』に初出場、『第54回日本レコード大賞』で優秀作品賞を受賞し初出演。
- 「花火」は、2015年9月に75万ダウンロードを突破し、日本レコード協会からトリプル・プラチナ認定された[4]。また、2021年12月にストリーム数が3000万回を突破し、シルバー認定された[5]。
- 映画監督の常盤司郎が、「花火」をもとに映像化した短編映画『終着の場所』をCINEMA FIGHTERS PROJECTで製作。2017年6月1日に公開された。出演は劇団EXILEの町田啓太など[6]。

## チャート成績
「レコチョクアワード月間最優秀楽曲賞2012年8月度」のダウンロード（シングル）部門で「花火」が月間1位を獲得。着うた部門でも月間2位を獲得した。auのケータイ・スマートフォンで8月によく聴かれたランキング「2012年8月度LISMO Award音楽再生ランキング」でも第1位となった。

## 収録曲

### CD
1. 花火 [5:38]
作詞：小竹正人、作曲：Hiroki Sagawa from Asiatic Orchestra（Vanir）、編曲：中野雄太
  - テレビ朝日系『お願い!ランキング』2012年8月度エンディングテーマソング。
2. (YOU SHINE) THE WORLD [4:12]
作詞・作曲：STY, Andy Love, Marcus Winter-John, Daniel Obi Klein、編曲：Daniel Obi Klein
  - ABCマート「サマーサンダルフェア」CMソング。
3. Kiss You Tonight [4:25]
作詞：Kenn Kato、作曲：Jeff Miyahara, Erik Lidbom、編曲：Erik Lidbom
  - フジテレビTWOドラマ『結婚同窓会 〜SEASIDE LOVE〜』主題歌。
4. LET'S PARTY [4:25]
作詞：michico、作曲：T.Kura, michico、編曲：T.Kura
  - MBSドラマ『戦国BASARA-MOONLIGHT PARTY-』オープニングテーマソング。
5. 花火（Instrumental)
6. (YOU SHINE) THE WORLD（Instrumental）
7. Kiss You Tonight（Instrumental）
8. LET'S PARTY（Instrumental）

### DVD
1. 花火（Music Video）
2. ツアー告知映像（初回限定映像特典）

## 収録アルバム
| 収録アルバム            | 楽曲                  | 曲順 |
| ----------------------- | --------------------- | ---- |
| MIRACLE                 | LET'S PARTY           | 1    |
| MIRACLE                 | Kiss You Tonight      | 4    |
| MIRACLE                 | 花火                  | 5    |
| MIRACLE                 | (YOU SHINE) THE WORLD | 13   |
| THE BEST                | 花火                  | 9    |
| THE BEST                | (YOU SHINE) THE WORLD | 10   |
| THE JSB WORLD (DISC-1)  | 花火                  | 10   |
| THE JSB WORLD (DISC-1)  | (YOU SHINE) THE WORLD | 11   |
| THE JSB WORLD (DISC-1)  | Kiss You Tonight      | 12   |
| THE JSB WORLD (DISC-1)  | LET'S PARTY           | 13   |
| BEST BROTHERS (DISC-01) | 花火                  | 8    |